# Съблекло
Съблекло̀ – остатъци от външната телесна обвивка на влечуги, членестоноги и др. след процеса на линеене. Термините екзувий, екзувиум, ексувия са хипоними на съблекло и се използват само за членестоногите и другите представители на Ecdysozoa.

## Терминология

### Exuviae
Exuviae (мн.ч.), предаван на български като екзувий, екзувиум, ексувия, е интернационализъм с латински произход и буквално означава „съблечени неща“. Традиционно exuviae се счита за plurale tantum (съществително имащо форма само за множествено число), но все по-често се използва и формата за ед.ч. exuvia, което се смята за неправилно от консервативните прескриптивисти. Рядко се използва и формата за ед.ч. exuvium.
Терминът се използва само за представителите на Ecdysozoa (членестоноги и др.).

### Съблекло
Съблекло е калкирано от латинския термин и буквално означава „нещо съблечено“. Използва се за всички линеещи животни.

## Изследователска значимост
Ако са запазени добре, съблеклата на много животни съдържат достатъчно информация за да се определи видът им и дори полът. Това улеснява изучаването им, тъй като съблеклата обикновено се намират и събират по-лесно от животните, които могат да бягат и да се крият. По намерените съблекла може да се съди за разпространението, съотношението на половете и други общи аспекти на жизнения цикъл на животните.

## Съблекло на Ecdysozoa
Съблеклото на членестоногите и нематодите се състои от кутикула и нейни израстъци, а понякога и космици. Тъй като кутикулата покрива не само цялото тяло – но и трахейната система, предното и задното черво – в съблеклото понякога могат да се видят части и от тези структури.
При линеенето, хитинази и протеинази смилат по-голямата част от старата кутикула (предимно ендокутикулата), продуктите се резорбират и могат да се използва за синтезирането на новата кутикула. В съблеклото остават горните склеротизирани (втвърдени) слоеве на кутикулата – екзокутикулата и епикутикулата.
Старата кутикула се разцепва по протежение на своеобразна „линия на слабост“ наричана екдизисна линия (линия на събличане). Там кутикулата е по-тънка и напрежението създавано от животното (с движения, изпълване с въздух или течности) я разцепва в най-слабото ѝ място. През нея, животното излиза.

## Съблекло на влечуги
Съблеклото на влечугите се състои от външните стари слоеве кожа. Събличането става чрез отъркване в твърди и грапави повърхности от околната среда – камъни, клони и др. Поради това, съблеклото обикновено е неправилно разпокъсано.